# Farhad Mehrad
Farhad Mehrad (en persan : فرهاد مهراد) (19 janvier 1944, Téhéran - 31 août 2002, Paris), aussi connu sous le nom de Farhad, est un célèbre chanteur iranien.
Leader de la scène rock iranienne dans les années 70, il est le chanteur du groupe les Black Cats (en). Mais le style occidental de sa musique et les thèmes liés à la justice sociale qu'il aborde dans ses chansons ne sont pas du goût du régime issu de la révolution islamique. Après 1979, il se voit interdire tout enregistrement pendant une dizaine d'années. Il lui faut attendre les années 90 pour pouvoir publier un album. Ce sera Khab Dar Bidari (en), le premier album de musique de style occidental sorti depuis 1979 en Iran.
Farhad est célèbre pour sa chanson Jomeh pour le film Khodahafez Rafigh (en) sorti en 1971.
Il meurt le 31 août 2002 à l'âge de 58 ans, d'une hépatite.